# شونسوکه فوکودا
شونسوکه فوکودا (انگلیسی: Shunsuke Fukuda؛ زاده ۱۷ آوریل ۱۹۸۶) بازیکن فوتبال اهل ژاپن است.